# Überfischung

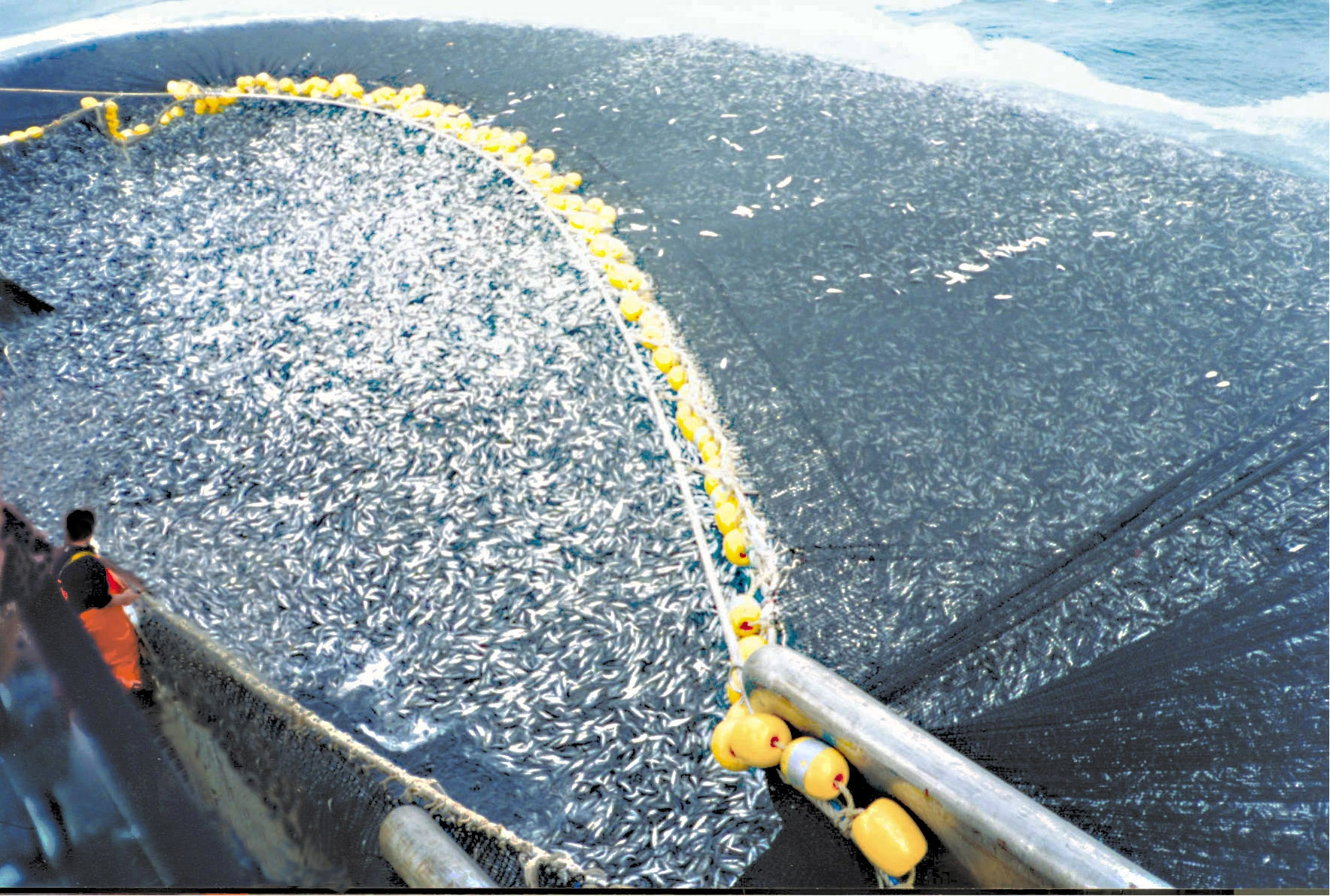
Etwa 360.000 kg Fisch enthält allein dieser Fang mit einem Ringwadennetz

Mit Überfischung bezeichnet man die übermäßige Dezimierung des Fischbestandes in einem Gewässer durch Fischfang. Überfischung liegt vor, wenn in einem Gewässer dauerhaft mehr Fische gefangen werden, als durch natürliche Vermehrung nachwachsen oder zuwandern. Überfischung ist eine Übernutzung natürlicher Ressourcen.
Die Fangquoten der gemeinsamen Fischereipolitik der Europäischen Union formulieren die dauerhafte Überfischung als politisches Ziel. Paradoxerweise wird diese Überfischung von Fischern wie Fischereivertretern nicht etwa kritisiert, sondern es wird eine stärkere Überfischung gefordert. Die Überfischung gilt daher als typisches Beispiel für ein soziales Dilemma im Sinne der Tragik der Allmende.

## Merkmale der Überfischung

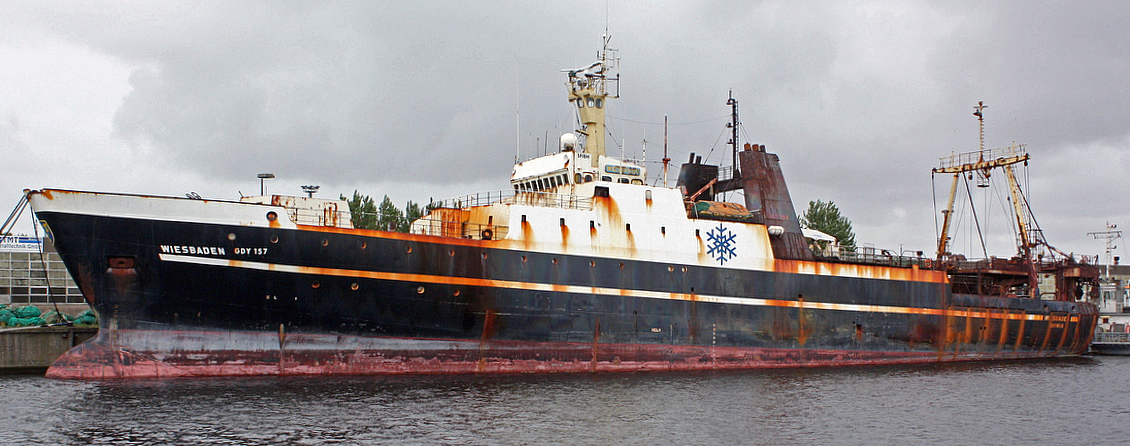
Fabrikschiffe wie die Wiesbaden sind für die Verarbeitung von Großfängen ausgerüstet (Kai in Cuxhaven, 2010)

Fischfang in den Weltmeeren, 1974–2013 – 58 % der globalen Fischbestände sind maximal genutzt, 31 % sind überfischt und bei nur 10 % ist noch Luft nach oben. Quelle: Meeresatlas 2017

Überfischung ist die Hauptursache für den massiven Rückgang der Bestände der Arten in den Meeres- und Küstenökosystemen. Einige Fischarten sind ausgestorben, bei etlichen weiteren ist es zu befürchten.
Zusätzlich zur Überfischung schädigen weitere menschliche Eingriffe wie Mikroplastik, Schadstoffeintrag (auch durch Aufnahme von Kohlenstoffdioxid (CO2) aus der Erdatmosphäre), Überdüngung, Abbau von Bodenschätzen und anthropogene Globale Erwärmung die marinen Ökosysteme. Vor der menschlichen Einflussnahme gab es von den betroffenen Fischarten sehr viel mehr Exemplare als heute.
Paläoökologische, archäologische und historische Daten zeigen, dass es vom Beginn der Überfischung bis zu den zwangsläufig folgenden dramatischen Änderungen in den ökologischen Lebensgemeinschaften eine zeitliche Verzögerung von Jahrzehnten oder sogar Jahrhunderten gibt. Dies erklärt sich daraus, dass nicht befischte Spezies derselben trophischen Ebene (Stellung in der Nahrungskette) die ökologische Nische der überfischten Spezies einnehmen – solange, bis sie ihrerseits überfischt oder an epidemischen Krankheiten als Folge ihrer Überbevölkerung (verursacht durch das Wegfallen der konkurrierenden Spezies) dezimiert sind.
Überfischung kann auch Konflikte zwischen Industrie- und Entwicklungsländern verursachen. So nannte der Kenianer Andrew Mwangura, dessen Seafarers Assistance-Programme um das Jahr 2008 in 90 Prozent aller Kaperungen zwischen somalischen Piraten und Reedern vermittelte, die illegale Fischerei als Wurzel der Piraterie.

## Ausmaß

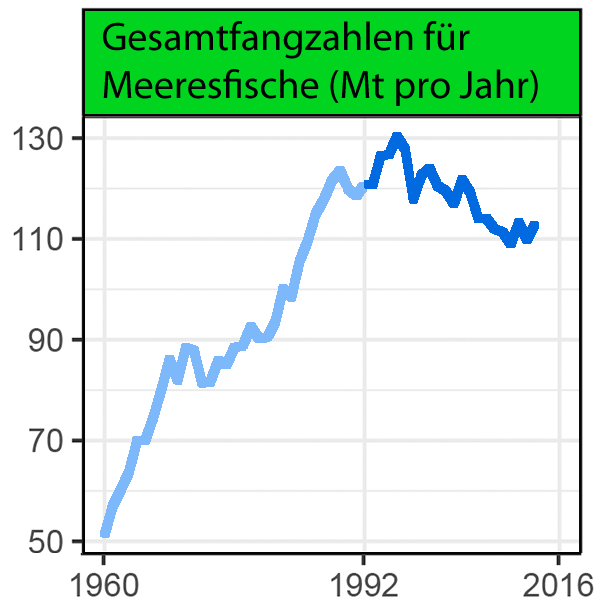
Entwicklung der Fischfangzahlen nach „World Scientists’ Warning to Humanity: A Second Notice“ 2017

Laut dem Zweijahres-Bericht (The state of World Fisheries and Aquaculture 2006) der Ernährungs- und Landwirtschaftsorganisation der Vereinten Nationen (FAO) zum Fischfang sind 52 % der Meeresfisch-Bestände so intensiv befischt, dass eine Steigerung nicht mehr möglich ist. Von allen beobachteten Beständen befinde sich ein Viertel in einem bedenklichen Zustand. Dieser Teil sei entweder übernutzt (92 ± 1 %), stark zurückgegangen (7 %) oder erhole sich langsam (1 %). Betroffen sind vor allem Arten, die zwischen nationalen Hoheitsgewässern wandern oder außerhalb dieser Zonen gefischt werden. Dazu zählen mehr als die Hälfte der wandernden Hai-Arten und zwei Drittel der wandernden Hochseebestände, wie Kabeljau, Heilbutt, Blauflossen-Thunfisch, Granatbarsch oder Riesenhai. Die Zahl der nur moderat ausgebeuteten Fischbestände ist seit den 1970er Jahren bis 2006 von 40 % auf 23 % gesunken. Überfischte Meere sind der Studie zufolge vor allem der Südost-Atlantik, der Südost-Pazifik, der Nordost-Atlantik (und damit die Nordsee) sowie die Lebensräume der Hochsee-Thunfischarten im Atlantik und im Indischen Ozean. In diesen Gebieten betrage der Anteil der überfischten Bestände bereits 46–66 %.
Der Bestand des Atlantischen Herings hat sich 2017 in der Nordsee wieder leicht erholt; der Bestand der Scholle ebenda erholte sich stark.
Laut Greenpeace Schweiz (Broschüre „Stoppen wir die Plünderung der Meere“, August 2009) hat sich die totale Fangmenge seit 1950 verfünffacht, und dies ohne die illegalen Fang-Aktivitäten. Der Restbestand an Blauwalen betrage nur noch 1,7 %, derjenige an Thunfisch 10 %. Man müsse deshalb, so Greenpeace, 40 Prozent der Meere unter Schutz stellen und vor allem den bisherigen Fischbestand halten.
In der EU-Fischereipolitik werden Quoten festgelegt, welche die wissenschaftlichen Empfehlungen des  International Council for the Exploration of the Sea (ICES) jedes Jahr durchschnittlich um 48 % überschreiten. Aus diesem Grund sind inzwischen 88 % der Fischbestände in den EU-Gewässern überfischt, während es in den 1970er Jahren lediglich 10 % waren.

## Maßnahmen gegen Überfischung
In einigen traditionellen Gesellschaften wurde die Überfischung durch Allmende- oder Tabu-Regeln vermieden, weshalb die Erträge höher lagen als heute. Ein neuerer, jedoch noch wenig genutzter Ansatz sind Aquakulturen, die auf einen geschlossenen Nahrungskreislauf setzen.
Gegenwärtig werden weltweit keine wirksamen Maßnahmen gegen die Überfischung angewandt; supranationale Fischereiabkommen, selektiver Fischfang, die Einrichtung von Meeresschutzgebieten und Fischerei-Schutzzonen, mit denen der freie und ungehinderte Fischfang zeitlich begrenzt bzw. dauerhaft eingeschränkt oder durch Fangquoten festgeschrieben werden, genügen allesamt nicht den wissenschaftlichen Empfehlungen. Auch die Festlegung von Mindestmaßen von Maschenbreiten der Netze hat die Überfischung nur verlangsamen, nicht aber abbauen können.
Einige gemeinnützige Organisationen, die sich  gegen Überfischung einsetzen sind:
- Sea Shepherd
- The Black Fish
- WWF
- Greenpeace
- Oceana
- Save our Seas
- Brot für die Welt, Slow Food Deutschland und Fair Oceans (haben gemeinsam den End of Fish Day ausgerufen)

## Verbraucherinformationen

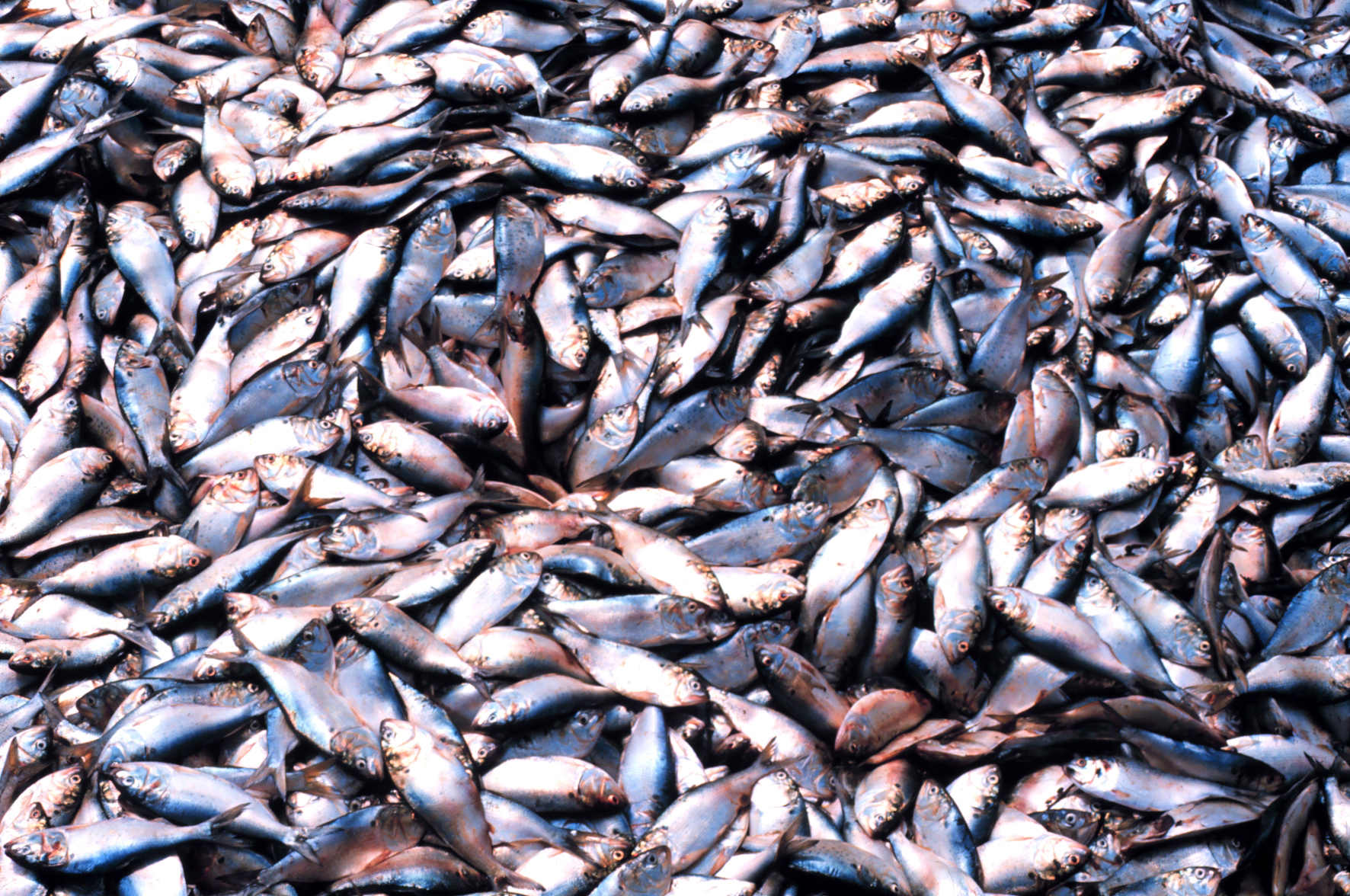
Der Fang von Menhaden dient ausschließlich der Produktion von „organischem Dünger“ und Tiermehl

Einkaufsratgeber wie beispielsweise der „Fischratgeber“ vom WWF oder ähnliche Ratgeber von anderen Umweltschutzorganisationen oder Verbraucherzentralen empfehlen bestimmte Fischarten, die weniger bedroht sind als andere. So sind nach WWF-Informationen Stand 2022 lediglich Auster, Karpfen und Wels unbedenklich kaufbar.
Außerdem helfen Verbrauchern Umweltzeichen auf Produkten, wie beispielsweise das des MSC (Marine Stewardship Council), das Label Friend of the Sea (FOS), das Label fair-fish für tierschonende, nachhaltig und fair bezahlte Fischerei oder das vom US-amerikanischen Earth Island Institute ins Leben gerufene Programm SAFE für delfinsicher gefangenen Thunfisch.